# Храм Николая Чудотворца на Сенной площади
Храм Свято́го Никола́я Чудотво́рца на Сенно́й пло́щади — закрытый в 1924 году и разрушенный в 1927—1928 годах храм в Вологде. Исторический памятник города, возведённый в 1713—1777 годах на бывшей Спасской площади (ныне площадь Революции).